# Amanda Lasker-Berlin
Amanda Lasker-Berlin (* 1994 in Essen) ist eine deutsche Schriftstellerin.  Sie schreibt hauptsächlich Prosa und Theatertexte. 

## Leben und Werk
Nach dem Abitur studierte Lasker-Berlin Freie Kunst an der Bauhaus-Universität Weimar und Theaterregie an der Akademie für Darstellende Kunst Baden-Württemberg.  Ihr Debütroman Elijas Lied erschien 2020 und wurde mit dem Debütpreis der Lit.Cologne ausgezeichnet. 2021 erfolgte die Uraufführung ihres Theatertextes Ich, Wunderwerk und How much I love disturbing content als Koproduktion an den Kammerspielen des Deutschen Theaters Berlin und am Schauspielhaus Graz, weitere Aufführungen fanden am Theater Aachen und am Theater Bielefeld statt. Im März 2024 inszenierte sie ihre Bühnenfassung von Mary Shelleys Frankenstein am Theater Ulm.
Lasker-Berlin lebt in Frankfurt am Main.

## Publikationen
Romane
- Elijas Lied. Roman, Frankfurter Verlagsanstalt, Frankfurt am Main 2020, ISBN 978-3-627-00274-9.
- Iva atmet. Roman, Frankfurter Verlagsanstalt, Frankfurt am Main 2021, ISBN 978-3-627-00285-5.
- Spes heißt Hoffnung. Roman, Frankfurter Verlagsanstalt, Frankfurt am Main 2022, ISBN 978-3-627-00300-5.

Theatertexte
- Im Müden und im Stillen gelingen Heldinnen am Besten auf Papier. Verlag der Autoren, Frankfurt am Main 2022
- Jahre ohne Sommer. Verlag der Autoren, Frankfurt am Main 2023
- Ich, Wunderwerk und How Much I Love Disturbing Content. Verlag der Autoren, Frankfurt am Main 2021, ISBN 978-3-88661-409-7.
- Frankenstein, oder der moderne Prometheus. Verlag der Autoren, Frankfurt am Main 2024
- Madonnen. Verlag der Autoren, Frankfurt am Main 2024, ISBN 978-3-88661-428-8.

Übersetzungen
- Ende einer Verhandlung von Anna Gmeyner. Übersetzung aus dem Englischen ins Deutsche. Verlag der Autoren, Frankfurt am Main 2023.[1]

## Auszeichnungen
- 2020: Debütpreis der Lit.Cologne[1]
- 2021: Hermann-Sudermann-Preis für Ich, Wunderwerk und How Much I Love Disturbing Content[7]
- 2021: Preis der Berliner Autor:innentheatertage, Deutsches Theater Berlin[1]